# Euryischomyia flavithorax
Euryischomyia flavithorax är en stekelart som beskrevs av Girault och Alan Parkhurst Dodd 1915. Euryischomyia flavithorax ingår i släktet Euryischomyia och familjen växtlussteklar. Inga underarter finns listade i Catalogue of Life.